# Yamaguchi-gumi

Wappen (Mon) der Yamaguchi-gumi

Yamaguchi-gumi (japanisch 山口組) ist die größte Gruppe der japanischen Yakuza.

## Übersicht
Die Organisation wurde 1915 in Kōbe von Harukichi Yamaguchi gegründet. Gegenwärtiger Bandenchef ist Ken’ichi Shinoda (auch Shinobu Tsukasa).
Nach Angaben der Nationalen Polizeibehörde hat die Organisation ihr gemeldetes Hauptquartier (34° 43′ 12″ N, 135° 13′ 34,87″ O) in Kōbe und hatte Ende 2012 etwa 13.100 volle Mitglieder sowie 14.600 assoziierte Mitglieder, was insgesamt 44 % der 63.200 Gesamt-Yakuza entspricht. Die Zahl ist jedoch entsprechend dem allgemeinen Trend stark rückläufig, so dass allein zum Vorjahr 3.300 weniger Mitglieder gezählt wurden.
Nach dem Erdbeben von Kōbe 1995 nahm das Syndikat mit der Verteilung von Lebensmitteln Funktionen von Behörden wahr.
2004 kam es zu Ermittlungen gegen die Credit Suisse wegen mutmaßlicher Geldwäsche für den Japaner Susumu Kajiyama, der als führendes Mitglied von Yamaguchi-gumi mit illegalen Kreditgeschäften Umsätze von jährlich 900 Millionen Dollar erzielte.
Unter dem steigenden Verfolgungsdruck durch Polizei und Gerichte sank die Mitgliederzahl ab 2010 rapide.
Im Juli 2013 wurde bekannt, dass Yamaguchi-gumi ein eigenes, nicht öffentlich vertriebenes Magazin für Mitglieder herausgibt. Mit der Publikation soll dem Mitgliederschwund entgegengewirkt werden.
2015 feierte die Gruppe ihr 100. Jubiläum mit öffentlichen Straßen- und Kinderfesten. Im September 2015 spaltete sich der Arm in Kobe von der Yamaguchi-gumi ab und mehrere Mitglieder sagten gegenüber der Polizei aus. Als Grund gelten die finanziellen Forderungen der Führungsspitze, die die sinkende Leistungsfähigkeit der unteren Ebenen überforderten. Als die örtliche Leitung in Kobe die Mutterorganisation verließ, gingen etwa 6100 Mitglieder nicht nur aus Kobe, sondern aus 36 Präfekturen mit. Im Zuge der Abspaltung kam es zu Tötungsdelikten und Unruhen in der Öffentlichkeit. Im April 2017 spaltete sich die aus Kobe geführte Gruppe erneut, alle drei Organisationen verloren im Zuge der Abspaltungen an Mitgliedern und Bedeutung. Anfang 2018 hatte die Yamaguchi-gumi noch 5200 Mitglieder, die Kobe-Yamagushi zähle 2600 Personen und die neueste Gruppe, die sich Ninkyo-Yamaguchi nennt, etwa 460 Mitglieder.